# ديمتري برانز
ديمتري برانز (بالإستونية: Dmitri Bruns)‏ هو مهندس معماري إستوني، ولد في 11 يناير 1929 في ريغا في لاتفيا.